# Made Of Matches
Made Of Matches es una canción de la actriz, cantante y compositora estadounidense Debby Ryan. Fue lanzado como descarga digital el 29 de marzo de 2011, como un sencillo promocional por el sello The Hatchery. La canción fue escrita por Debby Ryan y tocó en el episodio Wrong Number, pero no se incluyó en ningún álbum de estudio o banda sonora.

## Composición y producción
La canción fue escrita por Debby Ryan y coproducida por ella y su hermano Chase Ryan.

## Vídeo musical
El vídeo musical está hecho con escenas del episodio "Wrong Number" de la serie The Haunting Hour.